# Naturschutzgebiet Eselstall / Mittelberg
Das Naturschutzgebiet Eselstall / Mittelberg mit einer Größe von 68,3 ha liegt nordwestlich von Giershagen im Stadtgebiet von Marsberg im Hochsauerlandkreis. Das Gebiet wurde 2001 mit dem Landschaftsplan Hoppecketal durch den Hochsauerlandkreis als Naturschutzgebiet (NSG) ausgewiesen. Das NSG stellt eine Teilfläche des Fauna-Flora-Habitat-Gebietes (FFH) Gewässersystem Diemel und Hoppecke (Natura 2000-Nr. DE-4617-302) im Europäischen Schutzgebietssystem nach Natura 2000 mit 588 ha Größe dar. Das NSG gehört seit 2023 zum Vogelschutzgebiet Diemel- und Hoppecketal mit angrenzenden Wäldern.

## Gebietsbeschreibung
Beim NSG handelt es sich um einen Waldbereich der teilweise sehr steil an nord- und westexponierten Talhängen zur Diemel abfällt. Der Wald besteht aus naturnahen Rotbuchenwald mit Rotfichtenbereichen. Im NSG befinden sich Silikatfelsen und Felsbänder. Am Mittelbergs liegen zwei naturnahe Quellbäche, die im Lülings Loch zusammenfließen. „Die steilen Talhänge sind flachgründig-schotterig und teils auch verblockt. Die Buchenwälder werden von der Buche dominiert, weitere Baumarten wie Trauben-Eiche oder Fichte sind nur örtlich bzw. in sehr geringem Umfang beigemengt. Alte Buchen-Hochwälder im mittleren, teils auch starken Baumholzalter nehmen knapp zwei Drittel des Gebietes ein. In ihnen kommen bereichsweise vermehrt Altbuchen und wertvolles Totholz vor. Überwiegend handelt es sich um kraut- bis sehr krautreiche Waldmeister-Buchenwälder, die insgesamt ein nahezu vollständiges Krautarteninventar aufweisen. Häufiger tritt Perlgras, teils auch Bingelkraut faziesbildend auf. Kleinflächiger sind vor allem im östlichen Gebietsteil alte Hainsimsen-Buchenwälder mit u.a. Drahtschmiele, Hainsimse und Blaubeere vertreten. Ein Großteil dieser Wälder ist durch Einzelstammentnahme schwach aufgelichtet, vielfach hat sich eine dichte Buchenverjüngung eingestellt (oft bereits im Dickungsalter). Im mittleren Gebietsteil sind die Altwälder nach Einschlag stark bis sehr stark verlichtet und teilweise bereits als Buchendickung mit Überhältern anzusprechen. Eine weitere Entnahme von Altbäumen gefährdet ihren bisher noch guten Erhaltungszustand. Neben den Altwäldern nehmen jüngere Buchenwälder (vornehmlich Waldmeister-Buchenwald) größere Flächenanteile ein, eingestreut finden sich einzelne Eichenwälder, junger Eschen-Ahornbestände sowie Fichtenforste. Letztere weisen lokal einen Buchen-Voranbau auf. Hervorzuheben sind kleinflächige Vorkommen von wärmeliebendem Eichen- und Eichen-Hainbuchenwald im Osten des Gebietes, ersterer mit Vorkommen der Elsbeere, letzterer auf felsenreichem, schroffem Westhang zum Diemeltal. Hier befindet sich auch ein grusiger, Schutthangbereich, teils mit typischer Schutthaldenvegetation aus Schwalbenwurz, teils mit Kalkhalbtrockenrasenvegetation bewachsen. Weitere Klippen und Felsstufen mit felstypischem Farn- und Moosbewuchs treten an steilen Hangpartien zutage, hinzu kommen einzelne durch Wegebau entstandene Felsen. Ein aufgelassenes Steinbruchgelände im Lülings Grund ist naturschutzfachlich wenig wertvoll, die bis etwa 40 m hohe Steinbruchwand ist strukturschwach und nahezu vegetationsfrei. Die beiden naturnahen Quellbäche zum Lülingsloch fließen in schotterig-grusigen bis lehmigen, 1-2 m breiten Betten. Der westliche Zulauf entspringt knapp außerhalb des Gebietes in einer als Tränke gefassten Quelle. Der östliche Bach mündet nach kurzem Lauf in einem Schwalgloch.“ 
Die Datenbank vom Landesamt für Natur, Umwelt und Verbraucherschutz Nordrhein-Westfalen schreibt zum Wert des NSG: „Das Gebiet zeichnet sich vor allem durch einen sehr hohen Anteil an alten, naturnahen Buchenwäldern mit gutem, teils auch sehr guten Erhaltungszustand aus. Hervorzuheben ist das vielfach frequente Auftreten von wertvollem Totholz. Teile der Altwälder sind jedoch durch Einschlag stark beeinträchtigt bzw. gefährdet. Zahlreiche weitere Sonderbiotope wie Felsen, wärmeliebender Wald, basenreiche Schutthalden und naturnahe Quellbäche erhöhen die Biotopvielfalt und Wertigkeit des Gebietes. Das NSG Eselstall - Mittelberg mit angrenzenden Flächen ist als Teil des FFH-Gebietes "Gewässersystem Diemel und Hoppecke" von internationaler Bedeutung. Es ist unverzichtbarer Bestandteil des Biotopverbundsytems von naturnahen Wäldern und Felslebensräumen in diesem FFH-Gebiet.“

## Schutzzweck
Das NSG soll den dortigen Wald schützen. Wie bei allen Naturschutzgebieten in Deutschland wurde in der Schutzausweisung darauf hingewiesen, dass das Gebiet „wegen der Seltenheit, besonderen Eigenart und Schönheit des Gebietes“ zum Naturschutzgebiet wurde. Der Landschaftsplan führt zum speziellen Schutzzweck auf: „Erhaltung vegetationskundlich interessanter Lebensgemeinschaften auf größtenteils extremen (und im Sauerland relativ seltenen) Standorten, Schutz von Waldgesellschaften und Waldbildern, die der potenziell natürlichen Vegetation entsprechen und einen hohen Habitatwert auch für gefährdete Tierarten aufweisen, Sicherung natürlicher Kleinstrukturen und eines markanten Reliefs im Einmündungsbereich eines rechten Nebentälchens der Diemel aus erdgeschichtlichen Gründen und zur Erhaltung seiner hervorragenden landschaftlichen Schönheit. Wesentlicher Schutzzweck ist auch die Sicherung des ökologischen Netzes "Natura 2000" im Sinne der FFH-RL, ...“

## Schutzmaßnahmen
2016 konnte der Verein für Natur- und Vogelschutz im Hochsauerlandkreis (VNV) mit Unterstützung durch die NRW-Stiftung den Steinbruch-Stoß und umgebende Buchenwaldbereiche bei Marsberg-Giershagen mit einer Flächengröße  von etwa 17 ha kaufen. Teilbereiche des Buchenwaldes gehören zum Naturschutzgebiet Eselstall / Mittelberg. Der VNV stellte 2016 die Waldnutzung dauerhaft ein und führt nur noch Maßnahmen im Rahmen der Verkehrssicherungspflicht an dortigen Wegen durch.